# Acraea urungensis
Acraea urungensis är en fjärilsart som beskrevs av Embrik Strand 1911. Acraea urungensis ingår i släktet Acraea och familjen praktfjärilar. Inga underarter finns listade i Catalogue of Life.